# HMS C22
HMS C22 – brytyjski okręt podwodny typu C. Zbudowany w latach 1908–1909 w  Zakładach Vickers w Barrow-in-Furness. Okręt został wodowany 10 października 1908 roku i rozpoczął służbę w Royal Navy 5 maja 1909 roku.
W 1914 roku C22 stacjonował w Leith przydzielony do Siódmej Flotylli Okrętów Podwodnych (7th Submarine Flotilla) pod dowództwem Edward C. Carréa.
5 lutego 1920 roku okręt został sprzedany i zezłomowany.